# Estação Leslie

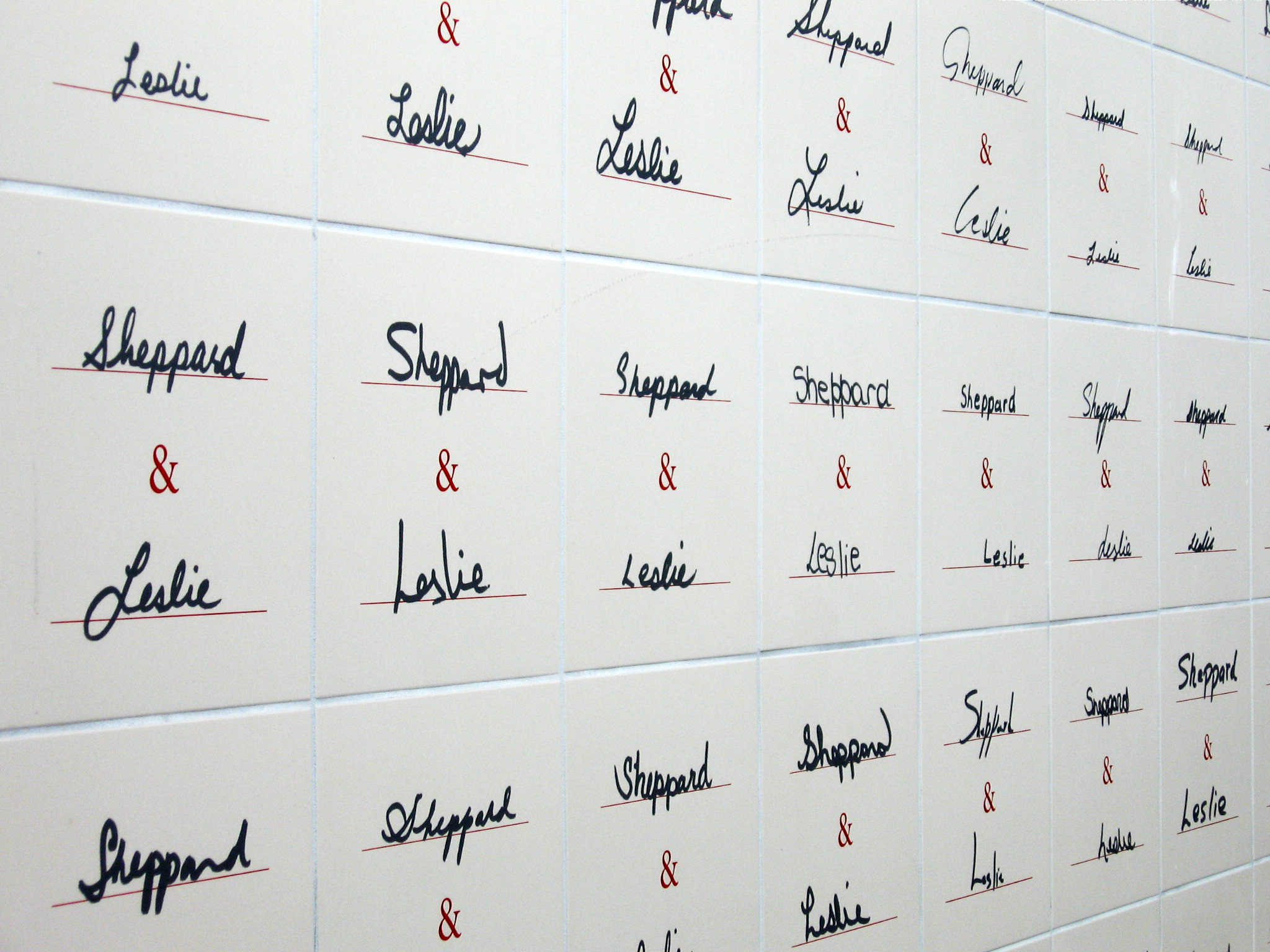
Parede do interior da estação Leslie.

Leslie é uma estação do metrô de Toronto, localizada na linha Sheppard. Localiza-se no cruzamento da Sheppard Avenue com a Leslie Street. Leslie possui um terminal de ônibus integrado. O nome da estação provém da Leslie Street, a principal rua leste-oeste servida pela estação.